# Vùng đô thị Zürich

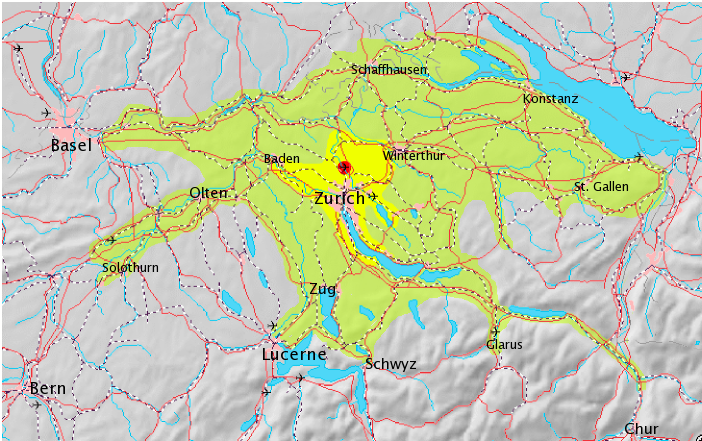
Bản đồ

Vùng đô thị Zurich, hay Đại đô thị Zurich (GZA, tiếng Đức Zurcher Wirtschaftsraum, Metropolregion Zürich), các khu vực đô thị xung quanh Zurich, là một trong những khu vực mạnh nhất về kinh tế của châu Âu và trung tâm kinh tế của Thụy Sĩ. Vùng này gồm các khu vực xung quanh có thể lái xe đến sân bay Zurich khoảng 80 phút. Vùng đô thị chứa nhiều công ty quốc tế, bao gồm hầu hết diện tích bang Zurich, và trải dài như xa đến tận Aargau và Solothurn ở phía tây, Thurgau, St. Gallen và các khu vực Grisons ở phía đông, Schaffhausen ở phía bắc và Zug và các khu vực của Schwyz và Glarus ở phía nam. Có khoảng ba triệu người sống trong khu vực. Vùng đô thị này thuộc vành đai Chuối Xanh.